# Peter Sivers
Peter Sivers (Sivertz) (19. maj 1674 i Stade – 10. maj 1740 i Sankt Petersborg) var en russisk søofficer, bror til Gerhard Sivers.
Han var søn af kaptajn Johan Sivers (1646-1712) og Cornelia Schwens Sibartsdatter (1651-1711). Han havde faret til søs som ung, blev i 1700 dansk månedsløjtnant, 1701 kadet, 1703 sekondløjtnant og løjtnant ved Kadetkompagniet. 10. maj 1704 fik han afsked efter ansøgning og gik i russisk tjeneste, hvor han blev kaptajn, 1714 kommandørkaptajn og 1716 chef for en russisk eskadre, der skulle sendes til København for at samarbejde med den danske flåde (planen blev dog opgivet). 1719 blev han schoutbynacht, 1721 viceadmiral og 1728 admiral og præsident i det russiske Admiralitetskollegium.
Peter Sivers fortsatte admiral Cornelis Cruys' værk og står sammen med denne som grundlæggerne af Ruslands flåde. Under kejserinde Anna faldt han i unåde, og en kommission blev nedsat for at undersøge hans forhold. Sivers var formentlig ganske uskyldig, men 1732 blev han afskediget og forvist til sine godser i Finland. Sivers forblev tro mod Danmark og erklærede under de politisk spændte tider 1725-26, at han ikke ville kæmpe mod sit fædreland.
Han ægtede 3. december 1706 Sophia Elisabeth von Numers (død efter 1740 i Finland), datter af kaptajn von Numers og Lucretia von Knorring. Kejserinde Elisabeth skænkede enken godset Exekäll i Finland.
Han er begravet i Hitola, Finland.